# فيروس كورونا المرتبط بالمتلازمة التنفسية الحادة الشديدة النوع 2
فيروس كورونا 2 المرتبط بالمتلازمة التنفسية الحادة الشديدة (بالإنجليزية: Severe acute respiratory syndrome coronavirus 2)‏ ويُعرف اختصارًا سارس-كوف-2 (SARS-CoV-2)‏ وكان يعرف سابقًا فيروس كورونا المستجد 2019 ويشار إليه اختصارًا 2019-nCoV‏،(1) كما يعرف باسم سارس كوف 2 (بالإنجليزية: SARS-CoV-2)‏، هو فيروس كورونا ذو حمضٍ نووي ريبوزي مفرد الخيط، إيجابي الاتجاه. الفيروس معدٍ بين البشر وهو مسببٌ مرض فيروس كورونا 2019 (كوفيد-19).
أُبلغ عن الحالة الأولى المُشتبه بها لمنظمة الصحة العالمية في 31 ديسمبر 2019، حيثُ كانت أعراض للمرض تظهر خلال الثلاثة أسابيع السابقة منذ 8 ديسمبر 2019. عُينَ المجموع المورثي للفيروس بعد إجراء اختبار الحمض النووي على عينة إيجابية لمرضى مُصابين بذات الرئة خلال تفشي ذات رئة ووهان 2019-2020.
نظرًا لأن العديد من الحالات المبكرة كانت مرتبطة بسوق كبير للطعام البحري والحيوان، يُعتقد أن الفيروس له أصل حيواني المنشأ، لكن لم يؤكد ذلك. أظهرت مقارنات التسلسل الجيني لهذا الفيروس وعينات الفيروسات الأخرى أوجه تشابه مع فيروس السارس (79.5%) وفيروسات الخفافيش التاجية (96%)، مما يجعل كون الأصل النهائي هو الخفافيش مرجحا.

## تفشي الوباء
كان أول تفشي للمرض في سوق ووهانان للمأكولات البحرية في ووهان في الصين. ثم انتشر الفيروس نحو بانكوك، وطوكيو، وسول، وبكين، وشانغهاي، وغوانغدونغ، وهونغ كونغ، وماكاو، وإيفرت، وفيتنام، وسنغافورة. بلغ عدد الوفيات حوالي 1775 حالة وفاة، معظمها في ووهان، ووصل العدد الإجمالي للمصابين في الإقليم 71,448 حالة. يقدر العلماء في مركز التحليل الطبي للأمراض المعدية التابع لمجلس الأبحاث الطبية في كلية لندن الإمبراطورية أن هناك حوالي 4000 شخص مصابون بالفيروس الجديد في مدينة ووهان.

## المرضية

### الأعراض السريرية
تضمنت الأعراض الموثقة حدوث حمى في 90% من الحالات، وضعفٍ عام وسعالٍ جاف في 80%، وضيقٍ في النفس في 20%، مع ضائقة تنفسية في 15%. أظهرت الأشعة السينية علاماتٍ طبية في كلتا الرئتين. العلامات الحيوية مُستقرة عمومًا في وقت الإدخال إلى المستشفى. تُظهر اختبارات الدم انخفاض في عدد خلايا الدم البيضاء (قلة الكريات البيض وقلة اللمفاويات).

### الانتقال
وفقًا لمنظمة الصحة العالمية، فإنهُ قد يكون هناك انتقالٌ محدودٌ للفيروس من إنسانٍ لآخر لهذا الفيروس داخل عائلات المرضى، وقد يحدث تفشي للمرض على نطاق واسع. في 20 يناير 2020، وُثّقت حالة انتقال للعدوى من إنسانٍ لآخر في غوانغدونغ في الصين، وذلك حسب تشونغ نانشان، وهو رئيس فريق لجنة الصحة للتحقيق في التفشي.

### العلاج
لحد الآن، لا يوجدُ علاجٌ محددٌ للفيروس الجديد، ولكن يُمكن استخدام مضادات الفيروس الموجودة.

## علم الفيروسات

### العدوى
انتقال فيروس كورونا السارس 2 بين البشر (إنسان إلى إنسان) تأكد أثناء تفشي جائحة فيروس كورونا 2019–20. يحدث الانتقال أساسا عبر القطيرات التنفسية الناتجة عن السعال والعطاس في مجال حوالي مترين (6 أقدام). الاتصال غير المباشر عبر السطوح الملوثة هو سبب آخر ممكن لحدوث العدوى. تشير البحوث الأولية إلى أن الفيروس يمكن أن يبقى حياً على البلاستيك أو الحديد حتى ثلاثة أيام، لكنه لا يعيش على الكرتون أكثر من يوم واحد أو على النحاس أكثر من أربع ساعات، ويُثبَّط نشاطه بالصابون.، وُجِد الرنا الفيروسي كذلك في عينات براز من مرضى مصابين بالفيروس.
ما إذا كان الفيروس معديا أثناء فترة الحضانة مازال أمراً غير متيقن منه، ففي 1 فبراير 2020 صرحت منظمة الصحة العالمية أن «انتقال الفيروس من الأفراد الذين لا تبدو عليهم الأعراض على الأرجح ليس عاملا أساسيا في انتقاله». مع ذلك، اقترح نموذج وبائي لبداية التفشي في الصين «أن انتقال الفيروس قبل ظهور الأعراض يمكن أن يكون نموذجياً ومألوفا بين الإصابات الموثقة» وأن العدوى بدون أعراض يمكن أن تكون سبب معظم حالات الإصابة.

### أصل الفيروس (الخزان)
اكتُشِفت أول إصابة معروفة بسلالة فيروس كورونا السارس 2 في ووهان، الصين. المصدر الأصلي لانتقال الفيروس إلى البشر مازال غير واضح. مع ذلك، نتج عن دراسات أصل تفشي فيروس السارس 2002-2004 اكتشاف العديد من فيروسات كورونا الخفاشية المشابهة للسارس، التي نشأ معظمها في جنس رينولوفوس من خفاش حدوة الحصان. عُثِر على تسلسلين اثنين لحمض نووي فيروسي من عينات أخذت من خفاش حدوة الحصان الصيني الأصهب (الاسم العلمي: Rhinolophus sinicus) أظهرت تطابقا بنسبة 80% مع فيروس كورونا السارس 2. تسلسل حمض نووي ثالث أخذ من فيروس خفاش حدوة الحصان الوسطي  (الاسم العلمي: رينولوفوس أفينيس، Rhinolophus affinis) في مقاطعة يونان (الصين) أظهر تطابقا بنسبة 96% مع فيروس كورونا السارس 2. وتعتبر منظمة الصحة العالمية الخفافيش بأنها الخزان الطبيعي الأرجح لفيروس السارس 2.
أظهرت دراسة ميتاجينومية نُشرت سنة 2019 أن فيروس السارس -السلالة التي تُحِدث مرض السارس- كانت أكثر فيروسات كورونا المنتشرة بين عينات آكل النمل الحرشفي سوندا . في 7 فبراير 2020 أُعلن أن باحثين من غوانزو اكتشفوا عينة آكل نمل حرشفي تحتوي على تسلسل حمض نووي فيروسي متطابق بنسبة 99% مع فيروس كورونا السارس 2. وحين نُشر البحث، أظهرت النتائج أن «نطاق الارتباط بالمستقبل الخاص ببروتين الحسكة»S protein«الخاص بفيروس كورونا آكل النمل الحرشفي المكتشف حديثا متطابق تقريبا مع نظيره (نطاق الارتباط) الخاص بفيروس سارس 2 مع اختلافٍ في حمض أميني واحد فقط». آكلات النمل الحرشفي محمية بموجب القانون الصيني، لكن صيدها غير القانوني والاتجار بها لاستخدامها في الطب الصيني مازال شائعا.
وجد علماء الأحياء الدقيقة وعلماء الوراثة في تكساس بشكل مستقل دليلا على إعادة التفارز في فيروسات كورونا وهذا يوحي بوجود دور لآكلات النمل الحرشفية في أصل فيروس كورونا السارس 2. إلا أن فيروسات كورونا الخاصة بآكل النمل الحرشفي المعثور عليها إلى اليوم لا تتشارك سوى 92% من كامل جينومها مع فيروس كورونا السارس 2 وهو ما يجعلها أقل تماثلا من الفيروس الخفاشي BatCoV RaTG13 بالنسبة لفيروس كورونا السارس 2.، وهذا الأمر غير كافٍ لإثبات أن آكل النمل الحرشفي هو المضيف الوسيط لو قورن بفيروس السارس المسؤول عن تفشي 2002-2004 الذي تشارك 99.8 من جينومه مع فيروس كورونا معروفٍ خاص بقط الزباد.

### علم السلالات والتصنيف
ينتمي فيروس السارس 2 إلى عائلة كبيرة من الفيروسات تسمى فيروس كورونا، وهو فيروس رنا مفرد السلسلة موجب الاتجاه. يمكن لفيروسات كورونا الأخرى إحداث أمراض تتراوح بين الزكام العادي وأمراض أكثر خطورة مثل متلازمة الشرق الأوسط التنفسية (ميرس). فيروس السارس 2 هو سابع فيروس من فيروسات كورنا المعروف بأنها تصيب البشر، بعد 229E وNL63 وOC43 وHKU1 وفيروس كورونا ميرس وفيروس كورونا السارس الأصلي.
مثل سلالة فيروس كورونا المرتبطة بالسارس والتي تسببت في تفشي مرض السارس 2003، فيروس السارس 2 هو عضور من الجنس الفرعي فيروس كورونا المرتبط بالمتلازمة التنفسية الحادة الوخيمة (فيروس كورونا بيتا السلالة B). طول تسلسل الرنا الخاص به حوالي 30 ألف قاعدة نووية. فيروس السارس 2 فريد بين فيروسات كورونا بيتا المعروفة باحتوائه على موقع قص متعدد القواعد، وهي خاصية يُعرف بأنها تزيد من الإمراضية والنقولية (الانتقال) في فيروسات أخرى.
مع عدد كافٍ من الجينومات التي حُدِّدت تسلسلاتها، من الممكن إنشاء شجرة تطور السلالات لتاريخ تطفر عائلةٍ من الفيروسات. بحلول 12 يناير 2020، عُزلت خمس جينومات لفيروس السارس 2 من ووهان وأبلغ عنها من قبل مركز السيطرة على الأمراض والوقاية منها (CCDC) ومعاهد أخرى، ثم ارتفع عدد الجينومات إلى 179 بحلول 6 مارس 2020. أظهرت دراسة تطور السلالات لهذه الجينومات أنها «ذات قرابة شديدة لبعضها، مع سبع طفرات على الأكثر عن سلف مشترك»، وهو ما يوحي بأن أول إصابة بشرية حدثت في نوفمبر أو ديسمبر 2019.
في 11 فبراير 2020 أعلنت اللجنة الدولية لتصنيف الفيروسات -تبعا لقواعد موجودة تحسب العلاقات الهرمية بين فيروسات كورونا بناء على خمس تسلسلات محفوظة للأحماض النووية- أن الفروق بين ما كان يسمى آنذاك فيروس كورونا المستجد 2019 (2019-nCoV) وسلالة الفيروس التي أحدثت تفسي مرض السارس 2003 لم تكن كافية لجعله نوعا فيروسيا منفصلا. لذلك قامت بتصنيف فيروس كورونا المستجد 2019 كسلالة من فيروس كورونا المرتبط بالمتلازمة التنفسية الحادة الشديدة.

توضيح لبنية فيروس كورونا المرتبط بالسارس،و البروتينات المكونة له.

### بيولوجيا بنيوية
قطر فيروس السارس 2 حوالي 50-200 نانومتر. وكباقي فيروسات كورونا الأخرى فهو يتكون من أربع بروتينات بنيوية هي: بروتين الحسكة (S)، بروتين الغلاف (E)، بروتين الغشاء (M) وبروتين القفيصة المنواة (N). يحتوي بروتين N على جينوم الرنا الخاص بالفيروس، وتشكل بروتينات S وE وM معا الغلاف الفيروسي. بروتين الحسكة مسؤول على السماح للفيروس بالارتباط بغشاء الخلية المضيفة.
أظهرت تجارب نمذجة البروتين على بروتين الحسكة الخاص بالفيروس أن لفيروس السارس 2 ألفة كافية مع مستقبلات الإنزيم المحول للأنجيوتنسين 2 (ACE2) الخاصة بالخلايا البشرية لتستخدمها كآليات دخول للخلايا. بتاريخ 22 يناير 2020 -وبشكل مستقل- أثبتت مجموعة باحثين في الصين تعمل على جينوم فيروس كامل ومجموعة باحثين في الولايات المتحدة باستخدام طرق علم الوراثة العكسي تجريبيا أن ACE2 يمكن أن يعمل كمستقبل لفيروس السارس 2. أظهرت الدراسات أن لفيروس السارس 2 ألفة أكبر لـACE2 البشري من سلالة فيروس السارس الأصلي. لا يبدو أن المستقبل الخلوي لفيروس ميرس DPP4 يتعرف على بروتين الحسكة الخاص بفيروس السارس 2، وهذا يتوافق مع التماثل الجزيئي الأكبر لفيروس سارس 2 مع فيروس السارس وقلته فيروس ميرس. فيروس كورونا السارس 2 ربما يستخدم باسيجين كذلك للدخول إلى الخلية.
القص الأولي لبروتين الحسكة (S) بواسطة بروتياز السيرين عبر الغشائي 2 (TMPRSS2) أساسي لدخول فيروس كورونا السارس 2 إلى الخلية المضيفة. بعد ارتباط الفيروس بالخلية الهدف، يقوم TMPRSS2 الخاص بالخلية بقص بروتين الحسكة الفيروسي كاشفا ببتيد دمج يقوم بمدج غشاء الفيروس والغشاء الخلوي، بعد ذلك يحرر الفيروس جينوم الرنا الخاص بع في الخلية لإنتاج نسخ أخرى تنتشر بدورها لأصابة خلايا أخرى. يُنتج فيروس السارس 2 على الأقل ثلاث عوامل فوعة تحفز نشر الفيروسات الجديدة من الخلايا المضيفة وتثبيط الاستجابة المناعية.

## علم الأوبئة

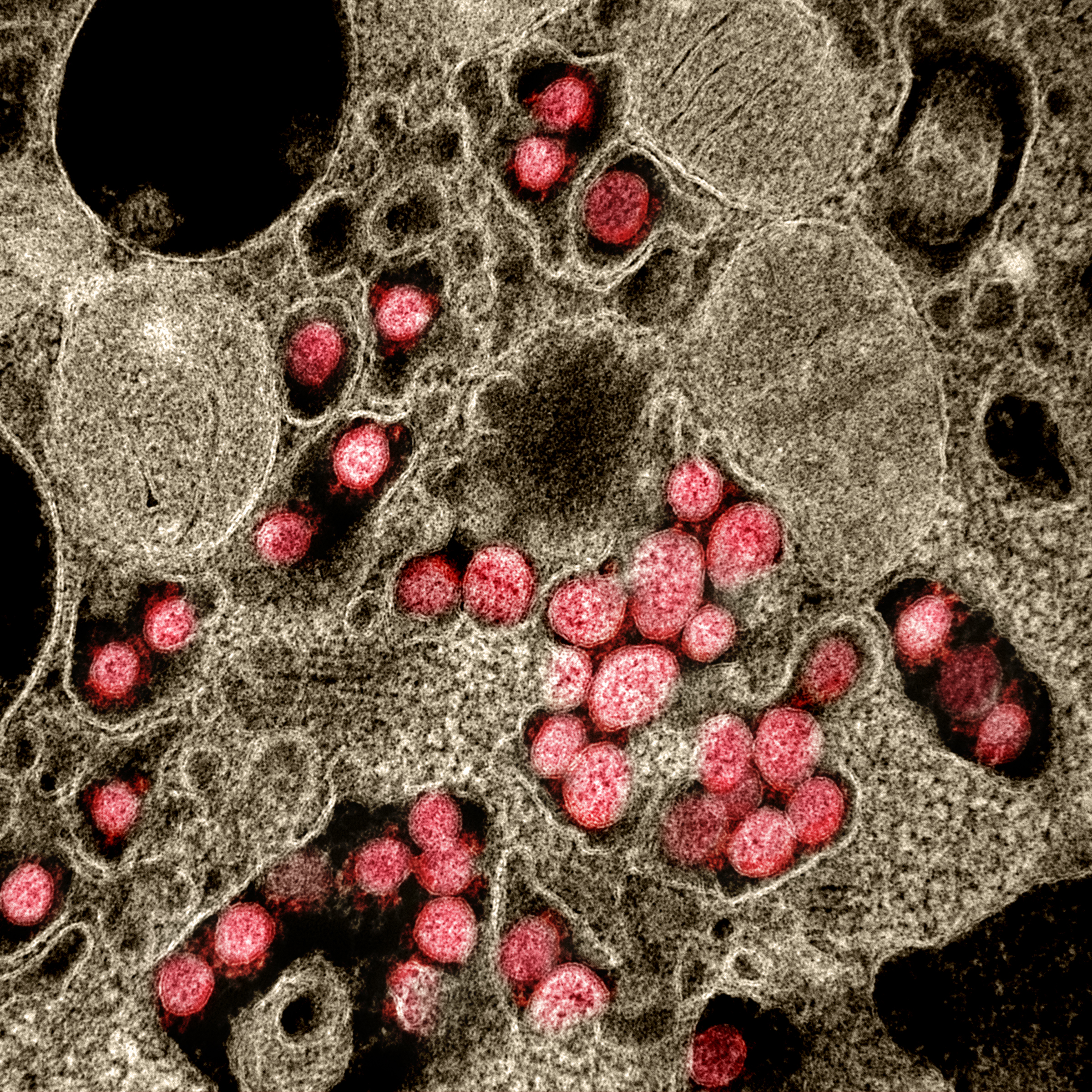
صورة مجهرية لفيروسات سارس كوف 2 (حمراء) معزولة عن مريض خلال جائحة فيروس كورونا 2019-20.

استنادًا إلى التباين المنخفض المُلاحظ بين التسلسلات الجينومية المعروفة لـ SARS-CoV-2، يُعتقد أن السلالة قد اكتشفتها السلطات الصحية في غضون أسابيع من ظهورها بين السكان في أواخر عام 2019. يعتقد بأن أول حالة إصابة معروفة حاليًا تم العثور عليها في 17 نوفمبر 2019. وانتشر الفيروس بعد ذلك إلى جميع مقاطعات الصين وإلى أكثر من مائة دولة أخرى في آسيا وأوروبا وأمريكا الشمالية وأمريكا الجنوبية وأفريقيا وأوقيانوسيا. تم تأكيد انتقال الفيروس من شخص لآخر في جميع هذه المناطق. في 30 يناير 2020، تم تعيين SARS-CoV-2 كحالة طارئة للصحة العامة للقلق الدولي من قبل منظمة الصحة العالمية، وفي 11 مارس 2020 أعلنت منظمة الصحة العالمية أنها جائحة.
اعتبارًا من 20 مارس 2020، كان هناك 244.517 حالة إصابة مؤكدة، منها 81193 في بر الصين الرئيسي. في حين أن نسبة العدوى التي تؤدي إلى إصابة مؤكدة أو تقدم إلى مرض قابل للتشخيص لا تزال غير واضحة، يقدر أحد النماذج الرياضياتية عدد المصابين في ووهان وحدها عند 75815 اعتبارًا من 25 يناير 2020، في وقت كانت فيه الإصابات المؤكدة أقل بكثير. بلغ العدد الإجمالي للوفيات المنسوبة إلى الفيروس 10030 حتى 20 مارس 2020 (04:15 UTC)؛  تعافى 86,025 شخصًا من العدوى بحلول ذلك الوقت. وقعت أقل من ثلث الوفيات في مقاطعة خوبي، حيث تقع ووهان. قبل 24 فبراير 2020، كانت النسبة أكثر من 95٪.
قُدِّر عدد التكاثر الأساسي للفيروس بين 1.4 و 3.9. وهذا يعني أنه من المتوقع أن تؤدي كل إصابة من الفيروس إلى 1.4 إلى 3.9 إصابة جديدة عندما لا يكون هناك أفراد في المجتمع معهم مناعة وفي غياب اتخاذ تدابير وقائية.

## هوامش
- 1. فيروس كورونا المستجد 2019، وعرف بعد أسماءٍ منها فيروس كورونا الجديد أو فيروس كورونا المتحور الجديد أو فيروس كورونا ووهان أو فيروس ذات رئة سوق المأكولات البحرية في ووهان أو فيروس ذات رئة ووهان.